# 许昌高级中学
许昌高级中学是原河南省24所重点中学之一，河南省首批“示范性普通高中”。

## 历史

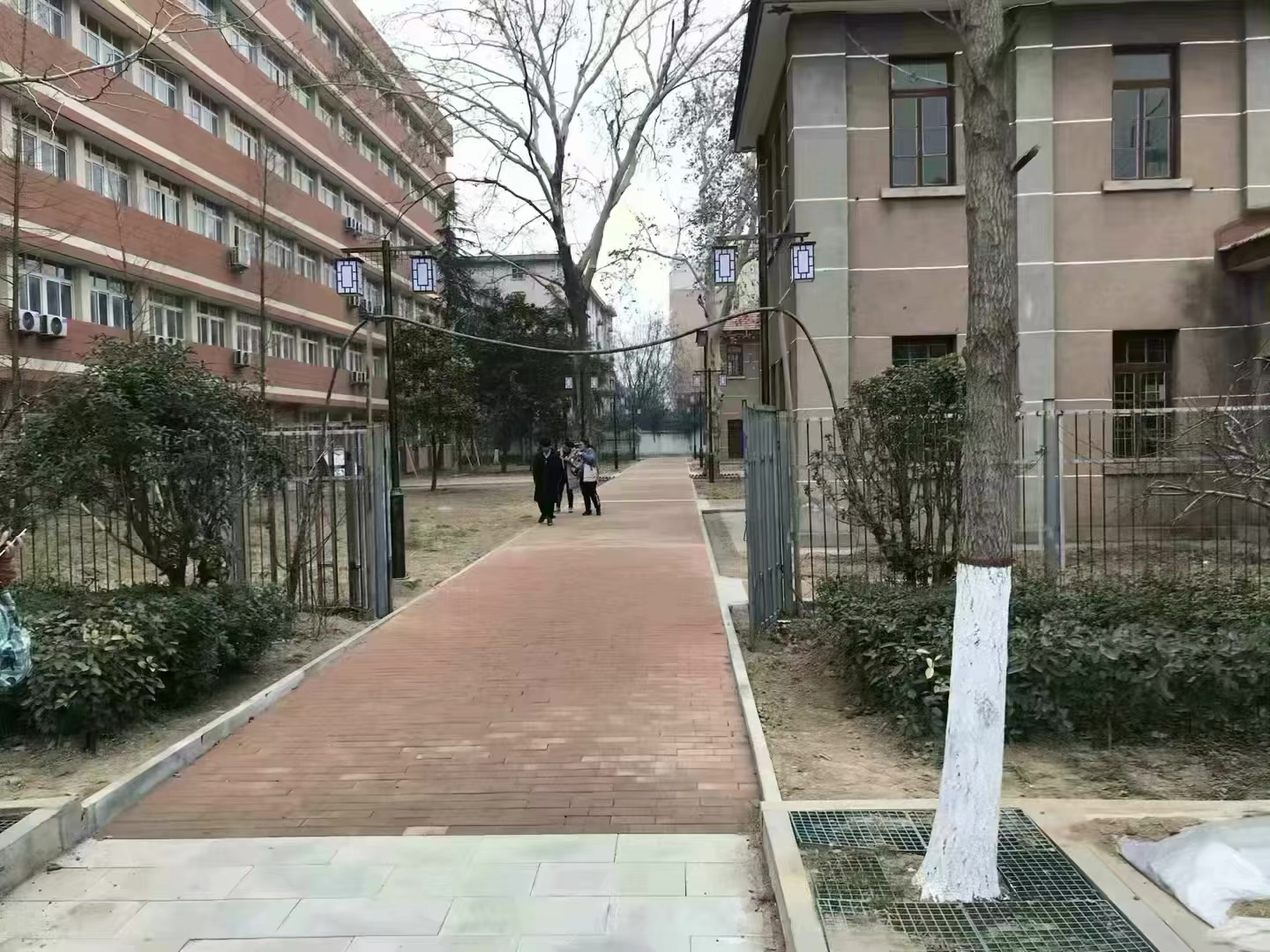
原许昌学院文科楼遗址（北校区）

学校前身为1905年（光绪三十一年）创立的许州中学堂。1948年许昌解放后，许昌市人民政府在许昌中学旧址成立许昌市立中学。1950年10月，许昌市立中学高中部分出，定名为河南省许昌高级中学。2015年，许昌学院老校区划归许昌高级中学，作为北校区。

## 基本情况[1]

### 学校基础设施
学校分南北两个校区，由地下通道连接，占地面积270亩，建筑面积13万平方米。

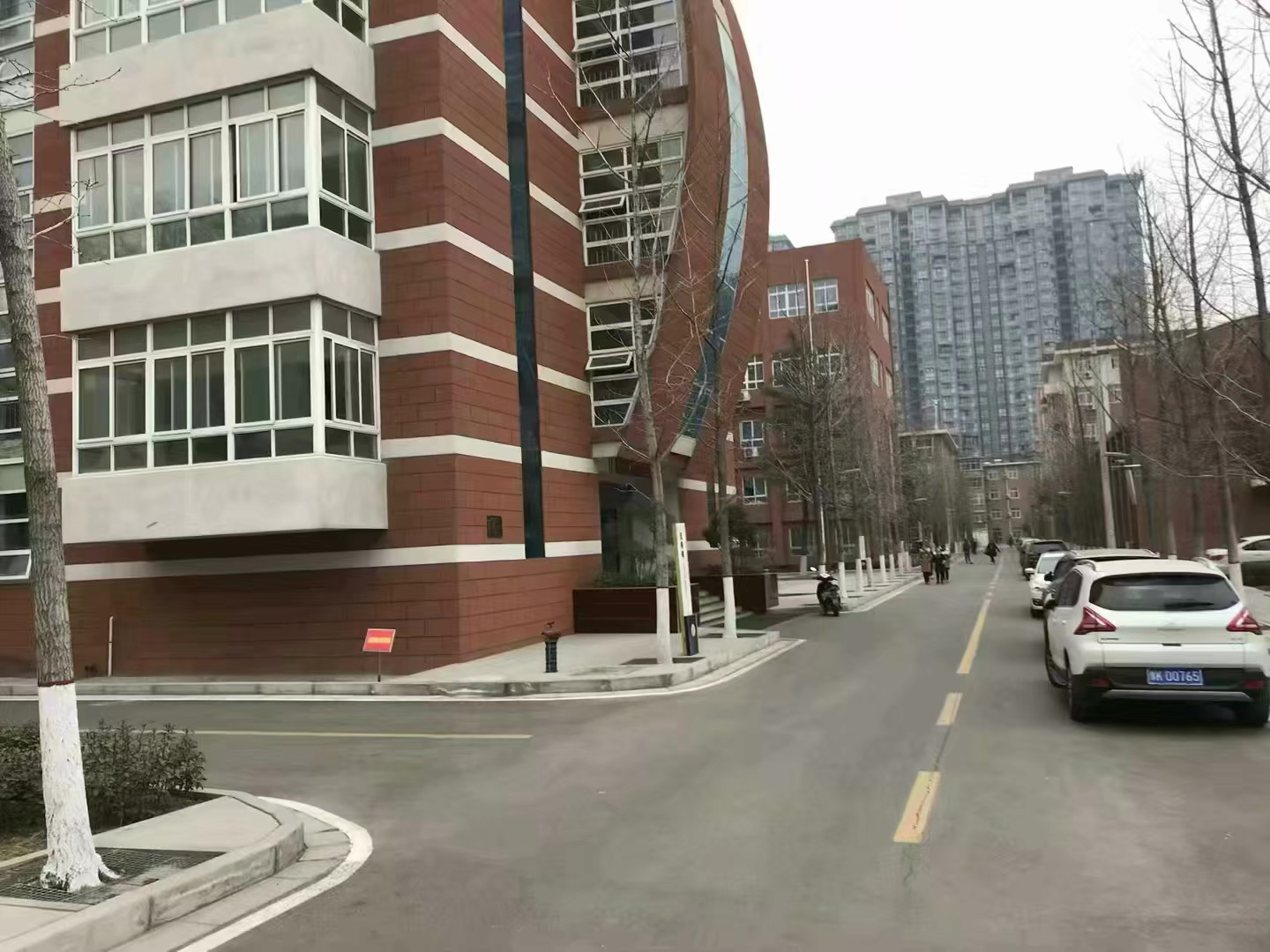
1号教学楼（北校区）

学校拥有4幢教学楼，2幢实验楼，1幢科技楼，2幢图书楼，2个塑胶田径场，12块篮球场，2个学生餐厅，6幢公寓楼，2个校园书吧。

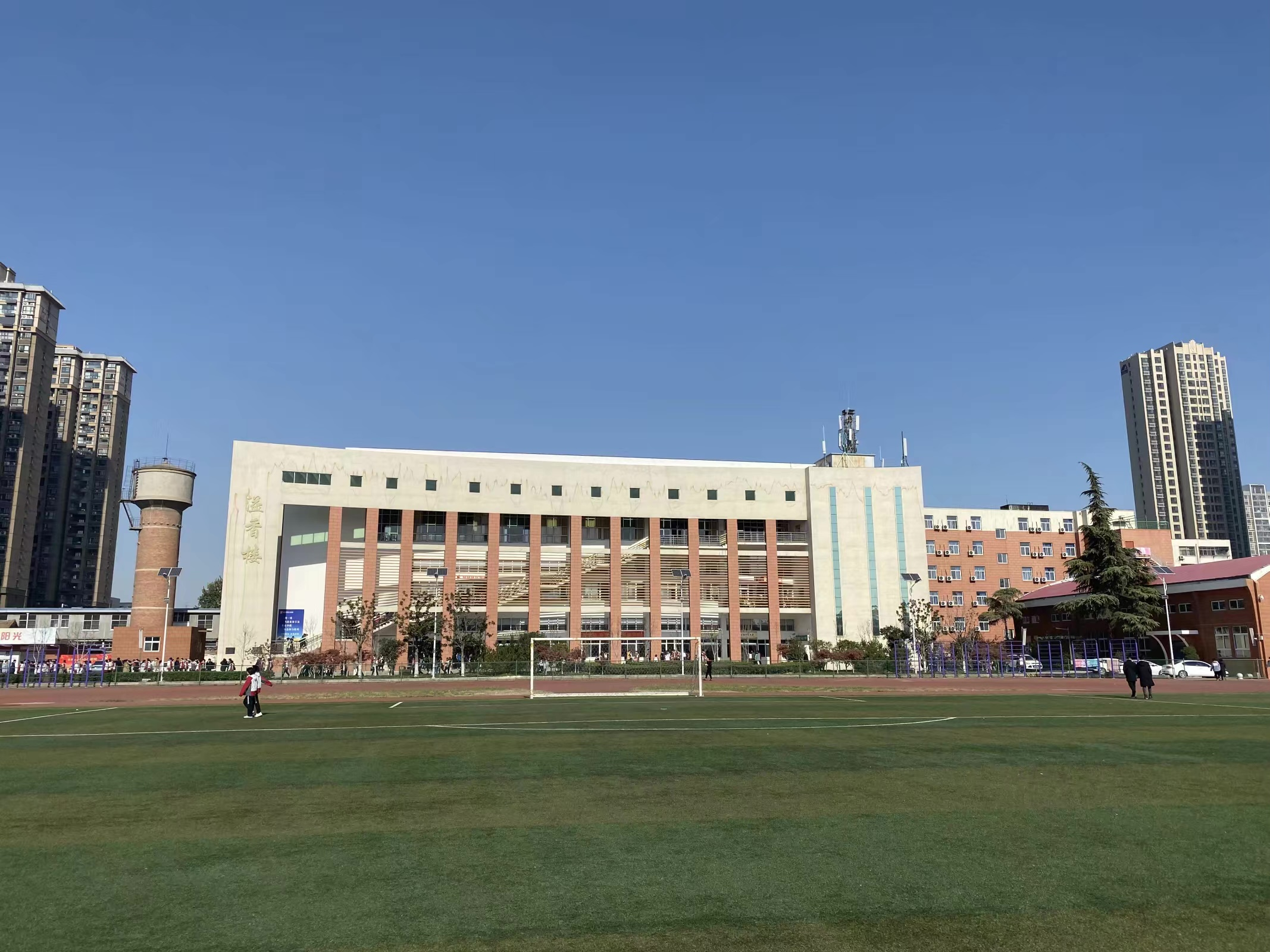
食堂（北校区）

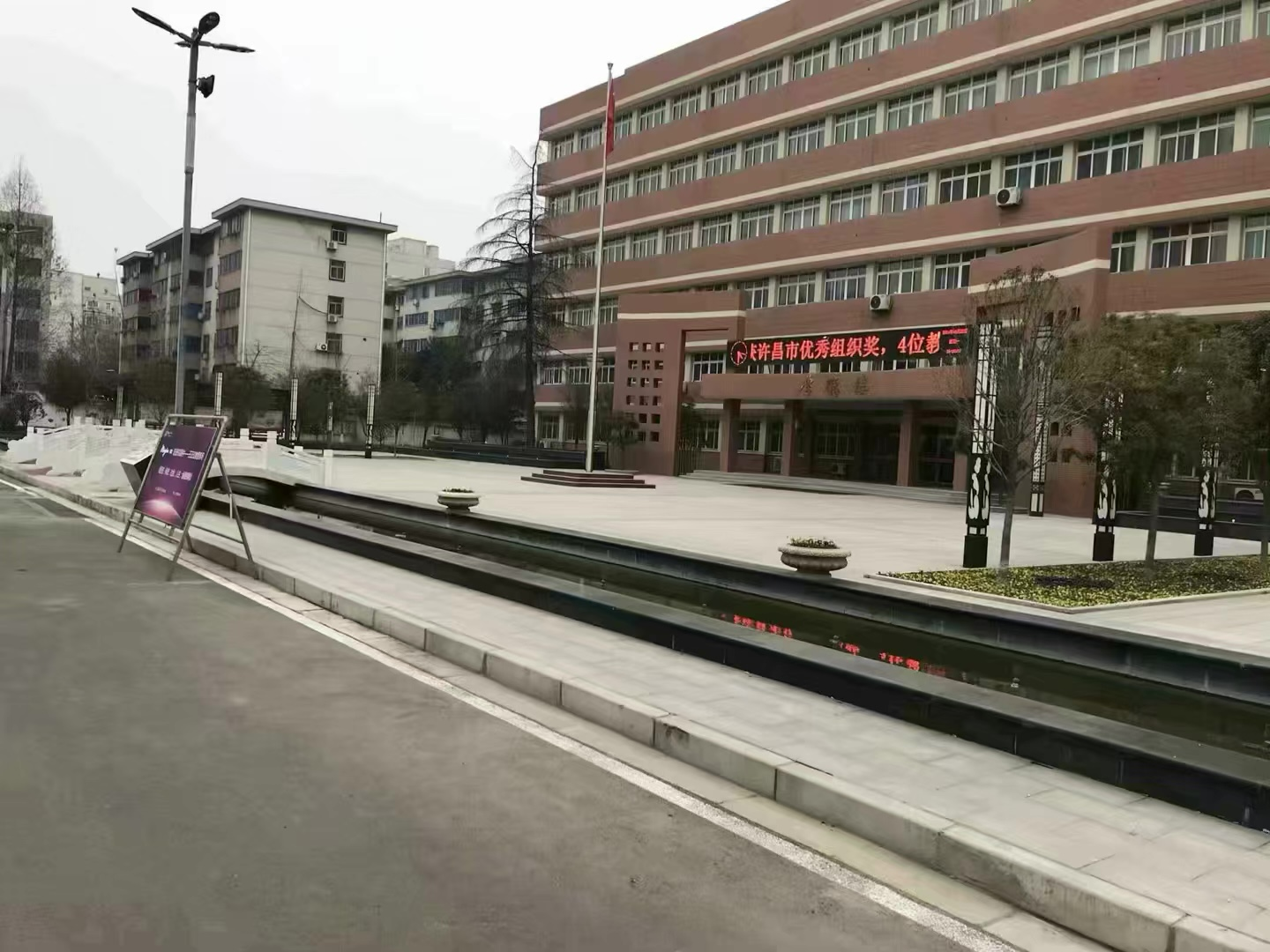
办公楼（北校区）

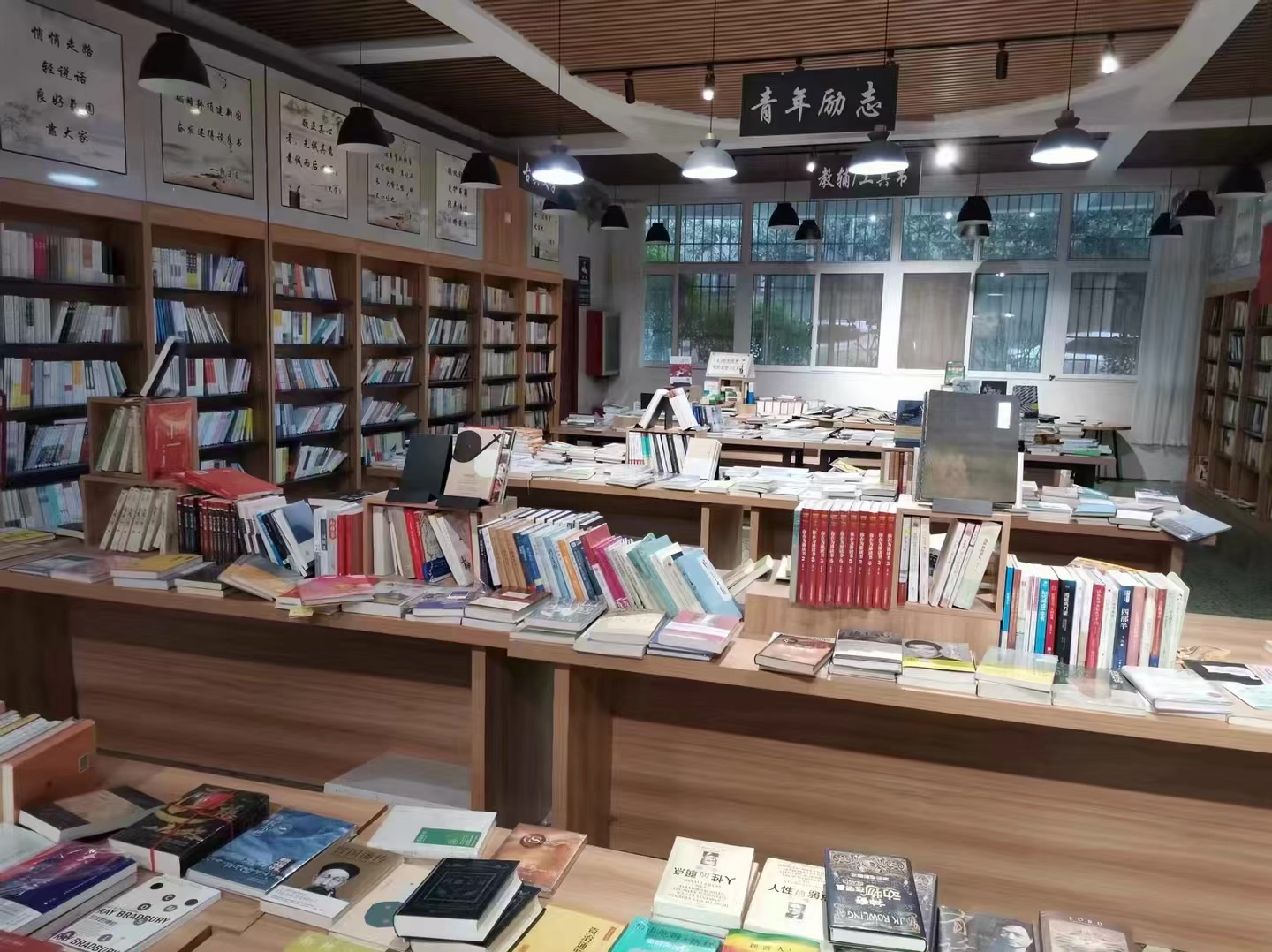
校园书店（北校区）

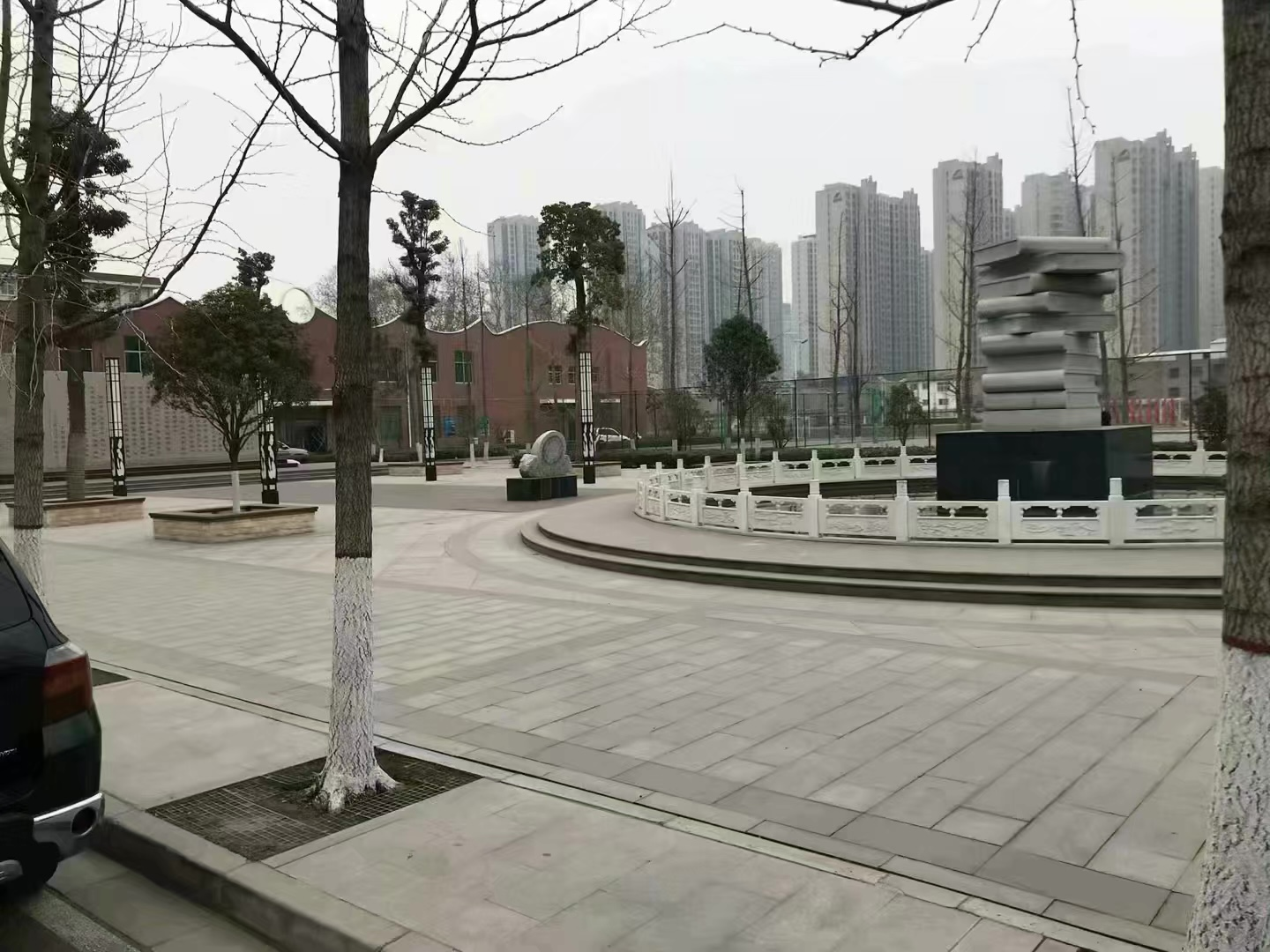
喷泉（北校区）

### 师资状况
在职教职工294人，其中专任教师284人。
专任教师中有24名硕士研究生，30余人达到研究生学历。
1名全国优秀教育工作者，2名全国优秀教师，5名特级教师，3名正高级教师，95名高级教师，2名国家级骨干教师，22名省级骨干教师。

### 学生
学校有78个教学班，在校生近3900人。

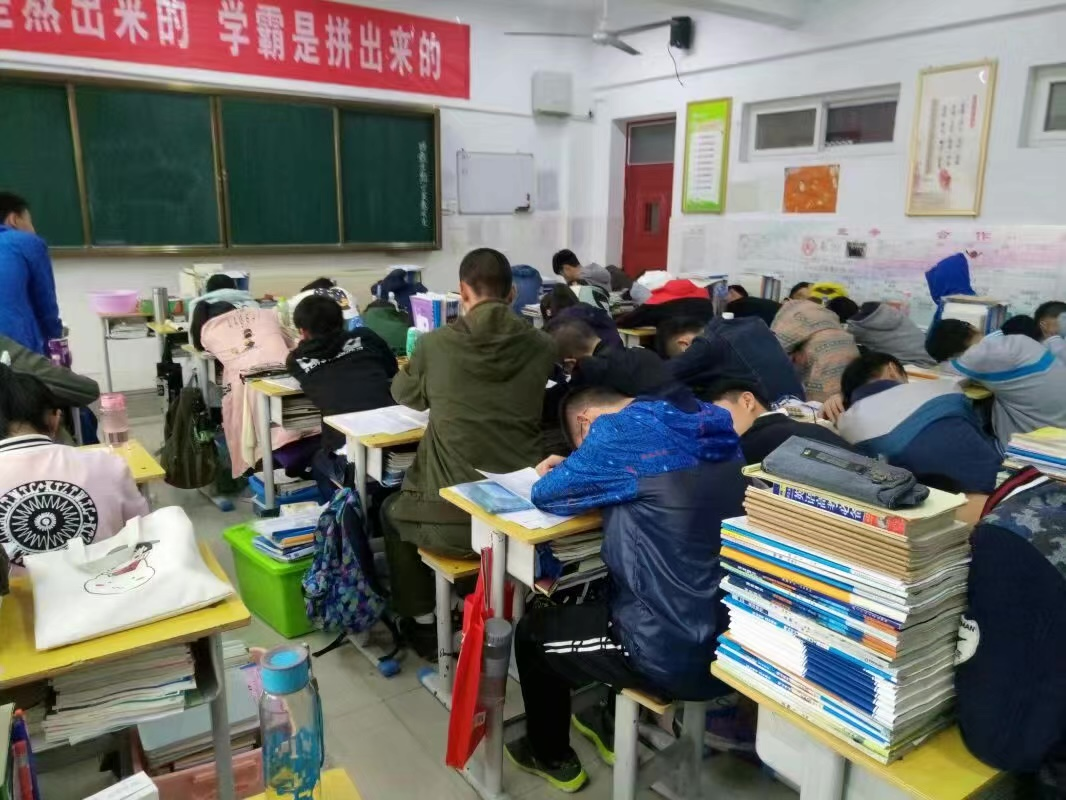
教室里的同学

学校设有国际交流中心，下辖韩语班、中澳国际班。
学校设有体育班、音乐班和美术班，面向全市招生。

## 高考成绩

### 2019年
参加高考1155人，一本上线774人，上线率67%。

### 2018年
参加高考1040人，一本上线676人，上线率65%。

### 2017年
参加高考1196人，一本上线606人，二本上线1155人。

### 2016年
一本上线471人，上线率42.2%，二本上线857人，上线率76.5%。
许昌市文科前10名，占7位。
许昌市理科前10名，占4位。

### 2015年
一本上线394人。

### 2014年
参加高考1210人，一本上线361人，二本上线730人，三本上线1114人，本科上线率达92.06%。

### 2013年
参加高考1500人，一本上线314人，二本上线790人，三本上线1364人，本科上线率达90.9%，应届生一本上线290人。

### 2012年
参加高考1500人，一本上线258人，二本上线667人，三本上线1336人，本科上线率达89%，应届生一本上线220人。

### 2011年及之前年份

#### 2011年
一本上线206人，三本上线1162人，本科上线率77.4%。

#### 2010年
一本上线202人，三本上线1121人，本科上线率72.4%。

#### 2009年
参加高考1500人，一本上线231人，二本上线625人，三本上线1092人，本科上线率72.8%。

#### 2008年
参加高考1500人，其中一本上线206人，本科上线1055人，本科上线率70%。

#### 2007年
本科上线830人。

## 相关歌曲
由许昌高中8位2016届毕业生创作的，致敬母校的歌曲——《建安1028》于2017年8月19日发行。

## 校领导
校长：田建伟，许昌高中校长
党委书记：代廷安
副校长：徐文建、唐颜周、马振亚、宋鸿
工会主席：杜军甫
纪委书记：赵凯